# Српска штампа у Босни и Херцеговини до 1918. године
На босанскохерцеговачком тлу први српски листови појавили су се тек при крају турског периода, када је реформисана вилајетска управа, омогућила отварање прве модерне штампарије у Сарајеву 1866. године. На позив босанског везира Шерифа Осман-паше, њу је отворио земунски штампар Игњат К. Сопрон. Био је пријатељ Срба и имао је заслуга за српску књигу и књижевност, па то унеколико објашњава необичну појаву да је управо Немац био оснивач прве модерне штампарије и покретач и уредник првог српског листа у Сарајеву.
Није ни потребно рећи да је релативно касни почетак босанске периодике уопште, био условљен друштвено-политичким приликама у којима је земља живјела, стагнирајући дуже вријеме у свом развитку. Одоцнела, штампа се ипак постепено развијала, па су већ у последњем турском периоду за кратко време покренута и издавана четири седмична листа, три у Сарајеву и један у Мостару.

## Босански вјестник
Чим је оспособио своју сарајевску штампарију, Игњат Сопрон је покренуо Босански вјестник, прве новине у овим крајевима, које је сам издавао и уређивао. У интересантним успоменама Сопрон је описао услове под којима је издавао тај лист, нарочито свој однос према Осман-паши и, уопште, турским властима, као и путеве којима је прикупљао актуелне новинске вести, користећи пре свега услуге многобројних сарадника. Поред дописника из више места (Сарајева, Београда, Земуна, Тешња, Бихаћа, Мостара, Дубровника и др.) један од главних сарадника био је Милош Мандић, учитељ српске школе у Пријепољу, звани „Милош новинар“, који је поред знања неколико страних језика, знао и преводио с турског. Други сарадник био је Теофил Петровић, управитељ Српске реалке и вођа Српског омладиског покрета у Сарајеву.
Први број Босанског вјестника појавио се 7, односно 19. априла 1866, а последњи виђени број је 25, изашао 24. октобра 1867. године. Излазио је на српском језику, ћирилицом и штампан новим Вуковим правописом, једанпут недељно, на осам страница, с континуираном пагинацијом. У претплати лист је стајао 60 турских гроша годишње, а за Аустрију и Србију осам форинти. У уводнику првог броја изнесен је програм листа, у обазривој форми, уважавајући време и прилике у којима је покренут.
У националном погледу програм овог листа је заступао мисао о посебном босанском народу и то образлагао историјско-географским особеностима које су се кроз векове у Босни, као и другим земљама отоманске државе, несметано од власти формирале. А на крају програмског чланка исказана је занимљива мисао. Одбацујући сањарије идеалиста о братимству народа само на основу моралних средстава, указано је на заједницу материјалних интереса као важност покретача људског прогреса.
Сопрона су савременици из разних разлога нападали. Хрвати због ћирилице и српске оријентације листа, а Срби због замењивања српског имена босанским. И једни и други заједно су осуђивали његово стављање штампарије и листа у службу турских политичких циљева. Сам Сопрон је о томе записао у својој аутобиографији: "Због овог босанско-турског предузећа био сам врло жестоко нападан од националних шовиниста и као туркофил озлоглашен, ја се ипак поносим задатком који сам себи поставио;појавио сам се као крчилац напретку, јер сам у Босни основао прву штампарију и прве новине, а по то цену није нечасно бити назван и туркофилом".
Босанском вјестнику припада нарочити значај не само због првенства, већ што својим многобројним текстовима пружа сведочанство о једном веома бурном времену које иначе не обилује писаним домаћим изворима.

## Босна – полузванични лист
Први број Босне појавио се 16(28) маја 1866. (13. мухарема 1283. по Хиџрету). Лист је штампан на четири странице и то две унутрашње арабицом, на турском језику, а две спољне ћирилцом, на српском језику. Наш текст веран је превод са турског. Последњих двадесет бројева Босна је излазила као вилајетски полузванични лист на осам страна, четири унутрашње на турском и четири спољне на српском језику. Изашло је укупно 636 бројева, а кроз цело време имао је троструко датирање, по старом и новом календару и Хиџрету. У последње две године излажења имао је поднаслов "Лист за вилајетске послове, вијести и јавне користи". Од броја 46/1867 штампан је у Вилајетској штампарији и Сарајеву. У току тринаестогодишњег излажења у Босни се променило неколико уредника, који нису били назначени на листу. Први уредник био је Мустафа Рефет Имамовић.
О програму овог листа Игњат Сопрон каже: "О садржају тих новина нема се шта рећи. Званичне новине, као правитељствени органи, имају мање-више свуда исти задатак, и бивају томе сходно уређиване... Званичне новине раздељују свој садржај додуше на два дијела, на званични и незванични. Овај последњи саобштава обично онакве исте вијести које и други листови саобштавају, али то бива само у толико, уколико то влада за пробитачно налази, да покаже како она о таквим стварима мисли".

## Сарајевски цвјетник
Први број Сарајевског цвјетника појавио се 26. децембра 1868. по старом календару (24. рамазана 1285), на четири непанигиране странице, двојезично с паралелним текстом арабицом, на турском и ћирилицом, на српском језику. Прве године лист је штампан на жутој хартији. Издавач и уредник Цвјетника био је Мехмед-Шакир Куртћехајић. Иако је већи део листа сам испуњавао, он је имао и више повремених сарадника: Гавро Вучковић-Крајишник, Теофил Петрановић, Сава Косановић, Љубомир Босанчић, Дионисије Илијевић, Филарет Петровић, Шпиро Ковачевић и др. Због финанскијских потешкоћа лист није излазио од 24. јуна 1871. до 25. септембра исте године, па је зато треће годиште пренето у 1872. годину.
Концизно писан, занимљив по садржају, у борбеном полемичком тону, Сарајевски цвјетник је убрзо стекао широку читалачку публику. Уредник је тврдио да је имао преко 2000 претплатника. Програм листа изложен је на уводном месту првог броја. "И срцем и језиком желимо да одговоримо новом времену на њетове позиве, но за рјешење тога задатка, не налазимо другог пута, него пут искрености према људству и тијем путем желимо, да своје мисли изражавамо..."
Писан чистим народним језиком, Сарајевски цвјетник је по садржају, начину уређивања и презентацији материјала, био жив и борбен, а самим тим и занимљив. Сав окренут према турским властодршцима којима је и служио, због чега је непрекидно нападан од српских и хрватских листова, он није ни имао увек потребне одмерености ни објективности. Али и поред тога прилично је верно одражавао стање и односе у једном жалосном времену разједињености народа које је годинама трајало и претило експлозијом.

## Први лист у Херцеговини
Ради нормализовања прилика и онемогућавања устанка 1876, Херцеговина је издвојена из босанског вилајета у засебну административну целину са седиштем у Мостару. Ту је убрзо дошло до формирања штампарије, а најнужнија штампарска опрема преузета је из сарајевске Вилајетске штампарије. Одмах затим покренута је Неретва, званични лист херцеговачког вилајета.
Као Босна, и Неретва је двојезични лист са паралелним текстом арабицом на турском језику ( две унутрашње странице ) и ћирилицом на српском језику (две спољашне странице). Први број Неретве појавио се 6. сафера 1293, односно 19. фебруара – 2. ожујка 1876, штампан је у новинском формату, једанпут недељно, у Тискари вилајета херцеговачког. Главни уредник био је Мехмед Хусули, а преводилац са турског Јозеф Алкалај. Први број донео је на уводном месту програмски чланак. Почетни пасус чланка срочен је сав у славу царева. Пошто је указано на важност новина, поред осталог и за унапређење просвете и образованости, о покретању Неретве каже се: "Као што су у сваком главном мјесту вилајета новине установљене, тако се и у овом, од Босне одвојеном Херцеговачком вилајету за добро нашло, ову установу у живот превести, с том великом надеждом и жељом: да добар плод принесе. – С божјом помоћу дакле печатају се и издају, засада према величини и средствима ове области, новине под именом Неретва, један пут на неђељу. Али уколико буде цивилизација и култура у овој области напредовала, у толико ће се и лист Неретва раширивати".
Неретва је уређивана по угледу на Босну. Имала је исту поделу на три главне рубрике. Доносила је вести о персоналним променама у управи, наредбе, прописе и друга званична саопштења, домаће вести, понеки податак о устанку и др. Издавана је у свега 300 примерака, у бурно устаничко време, и није познато колико је тачно бројева изашло.

## Под аустро-угарском окупацијом
У периоду од 1878. до 1918, у доба аустро-угарске окупације, под утицајем промена које су настале у друштвеном, политичком и привредном животу брзим продирањем капитализма; у Босни и Херцеговини долази до јачег развоја штампе. Наравно, у првом периоду аустро-угарске владавине, због строге цензуре и наслеђене заосталости, тај развој је ишао споро. Штампа је била у зависном положају и морала је да се прилагођава тежњама окупаторске управе, а уколико је покушавала да се опире, њена реч је била силом пригушивана. Извесну слободу и независност постигла је тек после 1903. године, када је власт почела да бива либералнија, а нарочито после 1907, када је донесен Закон о штампи и укинута превентивна цензура. Уз све ово треба напоменути да се ни неписменост, која је притискала земљу, није могла лако пребродити.
У Извештају о управи Босне и Херцеговине за 1906. годину наведено је да је крајем 1905. излазило у Босни и Херцеговини 19 листова у 20.292 примерака, а да је број претплатника износио 16.260. Највећи тираж и највећи број имали су листови за забаву, поуку и књижевност. Њих пет је штампано у 7.300 примерака. Седам политичкох листова штампано је у 7.050 примерака . На треће место долазе црквени и верски листови – 3.702 примерка просечно. Тако је те године по једном листу било просечно 900 претплатника. Са највећим бројем примерака штампана је Српска ријеч (3.000), а Босанска вила 2.500, Покрет 1.000, Учитељска зора, Школски вјесник 800, Сарајевски лист 686 примерака. Од 16.260 претплатника само је 9.809 било из Босне и Херцеговине, док су остали били из Аустрије и других земаља.
Највише читатеља имали су српски листови – око 9.000, затим хрватски, па муслимански. Како су се у периоду после 1907. године у Босни и Херцеговини појачале социјалне и политичке тензије, тако се повећавао и број листова, претплатника и читалаца. Новине су продаване по локалним, трафикама и трговачким радњама, али је била забрањена продаја по улицама. Наравно, све то не значи су број претплатника и укупан тираж листова били изразито велики. 
У првим данима аустријске окупације излазиле су углавном званичне Босанско-херцеговачке новине, покренуте 1. септембра 1878, које су од беоја 62/1881 претворене у Сарајевски лист. Привремени управитељ и идаватељ Новина постаје Јан Лукенг, пореколом Чех, тада извештавач Politische Correspondent-a. Лист је штампан латиницом на српскохрватском језику, а неке наредбе и огласи упоредо и на немачком. Излазиле су сваке недеље, четвртком, а од 1880. два пута недељно.
Сарајевски лист који наставља Новине (1881-1918), са уредником Иваном В. Поповићем добија одређенију физиономију, што се посебно запажа у распореду рубрика. Сада су на првом месту званичне објаве у упоредном тексту на немачком и српскохрватском, затим следи преглед политичких догађаја, вести из света, сарајевске вести, фељтон, дописи из унутрашњости, огласи, нове књиге. Лист је излазио средом, петком и недељом, а од 1910. до 1912. излази пре подне уторком, четвртком и суботом, а понедељком, средом и петком после подне под именом Вечерњи сарајевски лист. Од 1912. излазио је сваки дан, осим недеље и празника, и више није излазило вечерње издање. Одговорни уредници били су и Јожа Иванишевић и Фрања Мах, а сарадници у листу су били Иван Кларић, Ђорђе Чокорило, Никола Видановић, Васа Кондић, Паја Радосављевић.